# Sawdust
Sawdust este o compilație a trupei de rock alternativ The Killers, lansată pe 9 noiembrie 2007, compilație de B-side-uri, rarități, cover-uri și remixuri, care conține însă și o piesă nouă, „Tranquilize”, în colaborare cu Lou Reed. Compilația a fost lansată pe 9 noiembrie în Marea Britanie și pe 13 noiembrie în Statele Unite ale Americii.
Solistul trupei, Brandon Flowers, a menționat prima oară că The Killers intenționează să lanseze o compilație într-un interviu din august 2007 cu Billboard, iar numele albumului a fost dezvăluit de către revista Rolling Stone pe 6 septembrie 2007.
În alcătuirea acestei compilații, The Killers au fost inspirați de compilații precum The Masterplan (Oasis), Hatful of Hollow (The Smiths), Pisces Iscariot (The Smashing Pumpkins), respectiv Incesticide (Nirvana).

## Lista melodiilor
1. „Tranquilize” (feat. Lou Reed) - Flowers
2. „Shadowplay” (Joy Division cover) - Curtis / Sumner / Hook / Morris
3. „All the Pretty Faces” - Flowers / Keuning / Stoermer
4. „Leave the Bourbon on the Shelf” - Flowers
5. „Sweet Talk” - Flowers / Keuning / Stoermer / Vannucci
6. „Under the Gun” - Flowers / Keuning
7. „Where the White Boys Dance” - Flowers
8. „Show You How” - Flowers
9. „Move Away” - Flowers / Keuning / Stoermer
10. „Glamorous Indie Rock & Roll” - Flowers / Keuning / Stoermer / Vannucci
11. „Who Let You Go?” - Flowers / Keuning / Stoermer / Vannucci
12. „The Ballad of Michael Valentine” - Flowers / Keuning
13. „Ruby, Don't Take Your Love to Town” (The First Edition cover) - Tillis
14. „Daddy's Eyes” - Flowers
15. „Sam's Town” (Abbey Road version) - Flowers
16. „Romeo and Juliet” (Dire Straits cover) - Knopfler
17. „Mr. Brightside” (Jacques Lu Cont's Thin White Duke Remix) / „Questions with the Captain” (hidden track) - Flowers / Keuning

### Melodii bonus
1. „Change Your Mind” (pe edițiile din Australia, Noua Zeelandă, Canada, Irlanda și Marea Britanie)
2. „Read My Mind” (Gabriel & Dresden Remix) (pe ediția iTunes din SUA)

## Detalii despre piese
- „All the Pretty Faces” apăruse anterior pe single-ul „When You Were Young” și ca bonus track pe Sam's Town.
- „Leave the Bourbon on the Shelf” este o piesă înregistrată o dată cu piesele de pe Hot Fuss, dar rămasă nelansată[5]. Ea alcătuiește, împreună cu „Midnight Show” și cu „Jenny Was a Friend of Mine”, așa numita „Murder Trilogy” a celor de la The Killers.
- „Sweet Talk” este o melodie nelansată, înregistrată pe vremea lucrului la albumul Sam's Town.
- „Under the Gun” apăruse ca B-side pe „Somebody Told Me” și ca bonus track pe ediția americană limitată a albumului Hot Fuss. Varianta de pe Sawdust e una reînregistrată.
- „Where the White Boys Dance” a apărut întâi pe edițiile australiană și britanică a albumului Sam's Town și pe single-ul „When You Were Young”. Varianta de pe Sawdust e remixată.
- „Show You How” e un B-side de pe single-ul „Somebody Told Me”. Pe Sawdust, el apare într-o variantă extinsă.
- „Move Away” este un cântec înregistrat pentru coloana sonoră a filmului Spiderman 3. Pe primele ediții ale albumului Sawdust apare din greșeală un demo al cântecului.
- „Glamorous Indie Rock & Roll” este o reînregistrare a cântecului cu același nume ce apare pe edițiile australiană și britanică ale albumului Hot Fuss.
- „Who Let You Go?” este un B-side de pe single-ul „Mr. Brightside”.
- „The Ballad of Michael Valentine” este un B-side de pe single-ul „Somebody Told Me” și apare și pe ediția americană limitată a slbumului Hot Fuss.
- Cover-ul „Ruby, Don't Take Your Love to Town” apăruse ca B-side pe single-ul „Smile Like You Mean It”.
- „Daddy's Eyes” este un B-side de pe single-ul „Bones” și apare ca bonus și pe albumul Sam's Town.
- „Sam's Town (Abbey Road Version)” apare pe single-ul „For Reasons Unknown”, ca și cover-ul „Romeo and Juliet”.
- „Mr. Brightside (Jacques Lu Cont's Thin White Duke Remix)” apare pe single-ul „Mr. Brightside”.

## Poziții în topuri
- 6 (Australia)
- 7 (UK Albums Chart)
- 12 (Billboard 200)
- 13 (Irlanda)
- 16 (Noua Zeelandă)